# Gregorio van der Biezen
Gregorio Leoncito Jean-Paul van der Biezen (4 marzo 1996) è un ex calciatore olandese  di Aruba, di ruolo centrocampista.

## Carriera

### Nazionale
Ha esordito in Nazionale il 4 settembre 2015 nella partita di qualificazione ai Mondiali 2018 contro Saint Vincent & Grenadine.